# Левашов, Фёдор Васильевич
Фёдор Васильевич Левашов — русский военный и государственный деятель 1610—1620-х годов.
Воевода в Балахне в 1610 году. В 1612 году он был отправлен Дмитрием Пожарским из Ярославля под Москву во главе одного из передовых отрядов. В 1618 году, во время осады Москвы польским королевичем Владиславом, был воеводой за рекою Яузою; за это «московское осадное сиденье» ему пожаловано было поместье в вотчину. В 1619 году он состоял воеводой в Царицыне. В 1627 году, во время отсутствия царя Михаила Фёдоровича из Москвы, «дневал и ночевал на государеве дворе». В 1628 году Левашов числился докладчиком дворян и детей боярских по Старице, а в 1629 году — дворянином московским и объезжим головою в Москве от Неглинной до Покровских ворот[уточнить].